# Josep Franch Xargay
 Josep Franch Xargay (Santa Cristina de Aro, 1 de agosto de 1943-Barcelona, 19 de mayo de 2021), a menudo citado como Franch II, fue un futbolista español.

## Biografía
Comenzó a jugar al fútbol en la demarcación de extremo derecho, posición que posteriormente reconvirtió a la de lateral derecho. Su carrera futbolística empezó en la categoría juvenil del CD Banyoles y posteriormente en el primer equipo en Primera Regional. La temporada 1962-63 la disputó defendiendo la camiseta de la UE Figueres y al final de la misma fichó por el Girona FC, donde jugó dos temporadas.
Tras su paso por el club gerundense, fichó por el CF Badalona donde estuvo tres temporadas (1965-68), disputando un total de 59 partidos de liga. En 1968 ingresó en el primer equipo del FC Barcelona, donde permaneció durante tres temporadas, logrando ser campeón de la Copa del Generalísimo de 1971. En 1971 fichó por el CE Sabadell, club en el que estuvo cuatro temporadas, la primera de ellas en Primera División y las restantes en Segunda División, totalizando un total de 110 encuentros disputados.
Tras su retirada, se dedicó a los negocios en el sector de la construcción y la hostelería. Falleció el 19 de mayo de 2021 a los 77 años de edad.

## Trayectoria como jugador
- 1961-1962: CE Banyoles
- 1962-1963: UE Figueres
- 1963-1965: Girona FC
- 1965-1968: CF Badalona
- 1968-1971: FC Barcelona
- 1971-1975: CE Sabadell